# Конде
Конде (фр. Condé) насеље је и општина у централној Француској у региону Центар (регион), у департману Ендр која припада префектури Исуден.
По подацима из 2011. године у општини је живело 236 становника, а густина насељености је износила 9,91 становника/km². Општина се простире на површини од 23,82 km². Налази се на средњој надморској висини од 160 метара (максималној 168 m, а минималној 130 m).

## Демографија
| 1962. | 1968. | 1975. | 1982. | 1990. | 1999. | 2011. |
| ----- | ----- | ----- | ----- | ----- | ----- | ----- |
| 204   | 227   | 171   | 211   | 228   | 231   | 236   |

График промене броја становника у току последњих година